# Ekstaza świętej Teresy

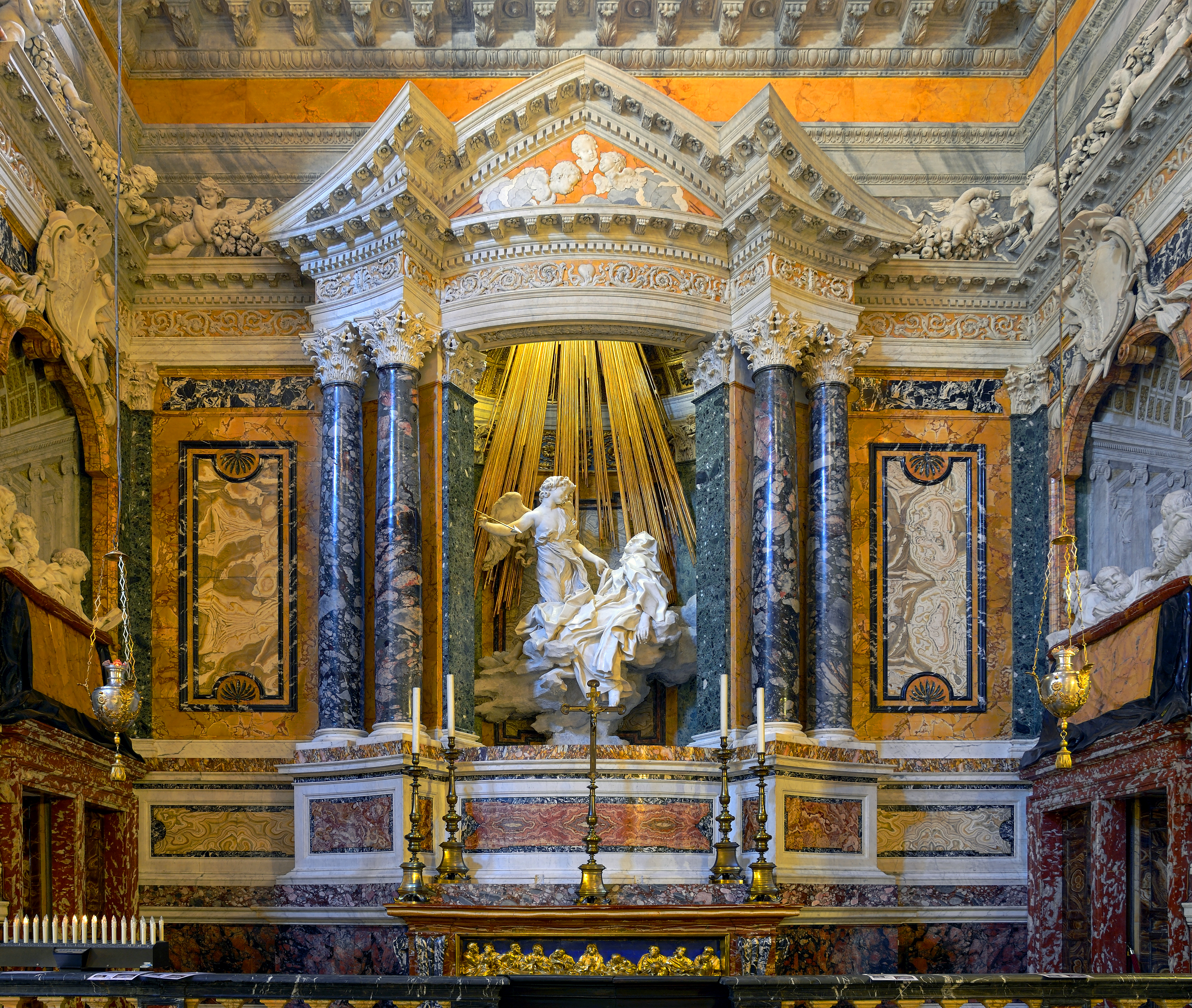
Ekstaza św. Teresy wraz z nastawą ołtarzową

Ekstaza świętej Teresy – barokowa grupa rzeźbiarska wykonana przez Giovanniego Lorenzo Berniniego w latach 1647-52 na zamówienie kardynała Cornaro do jego kaplicy rodowej przy kościele Santa Maria della Vittoria w Rzymie. Przedstawia ona świętą Teresę z Avili i anioła. Dzieło to stało się najbardziej kontrowersyjnym w dorobku Berniniego, ale i najbardziej podziwianym oraz uznanym za jego szczytowe osiągnięcie. 
Rzeźba z białego marmuru umieszczona jest w niszy w nastawie ołtarzowej w kaplicy Cornaro, oddzielonej od głównej przestrzeni kościoła jedynie niską balustradą. Kompozycja ma charakter niemal teatralny, co podkreślają wyrzeźbieni członkowie rodziny fundatora, umieszczeni w lożach po bokach kaplicy.
Ukazana przez Berniniego scena jest ilustracją widzenia Teresy, w którym zobaczyła anioła. Włócznią przeszył jej serce, sprawiając ból i radość równocześnie. Jan od Krzyża tak opisał to przeżycie:

Zdarza się, że będąc rozpłomieniona miłością Bożą, dusza czuje, iż godzi w nią serafin grotem czy włócznią rozpaloną ogniem miłości i przeszywa ją, a rozpaloną już do żaru lub – by lepiej określić – do żywego płomienia, jeszcze rozpala w niepojęty sposób (Żywy płomień miłości, red. B, strofa 2,2-4.8

Bernini ukazał właśnie ów moment, gdy tracąca przytomność Teresa oczekuje na włócznię, trzymaną przez anioła. Święta unosi się na obłoku, jej noga i ręka zwisają bezwładnie, wysuwając się spośród obficie fałdowanej szaty. Teresa zamyka oczy, równocześnie niby wydając jęk z wpółotwartych ust. Nad nią stoi młodzieńczy anioł o delikatnych rysach i tajemniczym uśmiechu, wyciągający w jej kierunku strzałę. Intrygujący uśmiech anioła kontrastuje z pełną emocji twarzą kobiety. Niebiański wysłannik również owinięty jest zwojem materiału, w zagłębieniach którego przenikają się cienie, dając wrażenie głębokich fałd. Szaty obojga postaci wydają się tworzyć jedność. 
Ponad nimi znajduje się niewidoczne okno, przez które wpada światło, oświetlające ich i podkreślające blask złotych promieni w tle. Jak pisze Jan Białostocki: Wnikliwość obserwacji [i] przemyślane użycie środków tworzących iluzję połączone są dla stworzenia potężnego efektu i wywołania wrażenia porywającego duszę widza podatnego na religijne wzruszenie. Zdaniem Juliana Pagaczewskiego spośród różnych przedstawień ekstaz to właśnie ta stała się najsławniejsza jako najlepszy plastyczny wyraz mistyczno-ekstatycznego kierunku, który był jednym z najbardziej znamiennych objawów życia religijnego w epoce kontrreformacji. Powszechny zachwyt współczesnych spowodował liczne powtórzenia rozwiązań Berniniego, m.in. wykorzystanego tu motywu obłoku z puttami. Jednak aplauz doby baroku sto lat później zamienił się w krytykę, dotyczącą choćby owych tłustych aniołków czy trywialnie wyeksponowanej erotyki.